# (12242) Коон
(12242) Коон (лат. Koon) — типичный троянский астероид Юпитера, движущийся в точке Лагранжа L5, в 60° позади планеты. Астероид был открыт 18 августа 1988 года американскими астрономами Кэролин и Юджином Шумейкер в Паломарской обсерватории и назван в честь одного из героев Троянской войны.

Орбита астероида Коон и его положение в Солнечной системе